# Ganbaatar Narantsetseg
Ganbaatar Narantsetseg (21 de enero de 1995) es una deportista mongola que compite en judo. Ganó una medalla de bronce en el Campeonato Asiático de Judo de 2022, en la categoría de –48 kg.

## Palmarés internacional
| Campeonato Asiático | Campeonato Asiático    | Campeonato Asiático | Campeonato Asiático |
| Año                 | Lugar                  | Medalla             | Categoría           |
| ------------------- | ---------------------- | ------------------- | ------------------- |
| 2022                | Nursultán (Kazajistán) | Medalla de bronce   | –48 kg              |